# Ciheras
Ciheras is een bestuurslaag in het regentschap Tasikmalaya van de provincie West-Java, Indonesië. Ciheras telt 5512 inwoners (volkstelling 2010).